# Acid hypoiodơ
Acid hypoiodơ là một hợp chất vô cơ có công thức hóa học HIO. Đây là acid vô cơ hình thành khi dung dịch iod được xử lý bằng dung dịch thủy ngân hoặc muối bạc. HIO tồn tại dưới dạng dung dịch màu xanh lam nhạt, nhanh chóng bị phân hủy do bị oxy hóa:
5HIO → HIO3 + 2I2 + 2H2O
Hypoiodit của kim loại kiềm và kim loại kiềm thổ có thể được tạo ra trong dung dịch loãng và nhiệt độ thấp nếu thêm iod vào hydroxide tương ứng của chúng. Acid hypoiodơ là một acid yếu với pKa khoảng 11. Base liên hợp là hypoiodite (IO-). Muối của anion này có thể được điều chế bằng cách xử lý iod với các hydroxide kiềm. Chúng nhanh chóng bị oxy hóa để tạo thành iodide và iodat.

### Các acid iod vô cơ khác
- Acid hydroiodic
- Acid iodơ
- Acid iodic
- Acid periodic